# Zentrum für Psychiatrie Emmendingen

Heil- und Pflegeanstalt Emmendingen, vor 1900

Das Zentrum für Psychiatrie Emmendingen ist ein psychiatrisches Krankenhaus in Emmendingen. Sein Einzugsgebiet ist Süd- und Mittelbaden. Es ist unter anderem neben dem Kreiskrankenhaus Emmendingen ein Akademisches Lehrkrankenhaus der Medizinischen Fakultät der Albert-Ludwigs-Universität Freiburg. Es ist eine Anstalt des öffentlichen Rechts und gehört zur ZfP-Gruppe Baden-Württemberg.

## Geschichte
Das Haus wurde im September 1889 gegründet. Die Heil- und Pflegeanstalt wurde nach Plänen von Heinrich Schüle, damals Direktor der Pflegeanstalt Illenau bei Achern, erstellt.
Ab November 1939 wurden die Patienten im Rahmen der NS-„Euthanasie“-Aktion T4 zunächst auf Meldebögen erfasst, daraufhin 1002 von ihnen zwischen März 1940 und Juni 1941 in insgesamt 19 Transporten der Gemeinnützigen Krankentransportgesellschaft GmbH nach Grafeneck, später Hadamar gebracht, wo sie zum größten Teil ermordet wurden.

## Einrichtungen
Das ZfP Emmendingen deckt als psychiatrisch-psychotherapeutisches Fachkrankenhaus mit einem angegliederten Fachpflegeheim die medizinische und pflegerische Versorgung 1,3 Millionen Einwohnern in Süd- und Mittelbaden (außer den Landkreisen Waldshut und Konstanz) ab. Jährlich werden mehr als 7500 Patienten behandelt.
Das Krankenhaus verfügt über 628 Betten, es ist somit die fünftgrößte Einrichtung dieser Art im Bundesgebiet, gemessen an der Bettenanzahl. Das ZfP untergliedert sich in die fünf Fachbereiche Allgemeine und Gemeindenahe Psychiatrie, Psychiatrie und Psychotherapie, Affektive Erkrankungen und Psychosomatische Medizin, Alterspsychiatrie und -psychotherapie sowie Suchtmedizin. In den fünf Teilkliniken des ZfP, sowie an den tagesklinischen Standorten in Lahr, Freiburg im Breisgau, Bad Krozingen und Lörrach sind insgesamt rund 1200 Mitarbeiter beschäftigt. Das ZfP Emmendingen betreibt gemeinsam mit dem Kreiskrankenhaus Emmendingen eine eigene Ausbildungsstätte, die Schule für Gesundheits- und Krankenpflege. Jährlich werden an dieser Einrichtung 30 Pflegekräfte ausgebildet.